# Solo los amantes sobreviven
Solo los amantes sobreviven (título en inglés: Only Lovers Left Alive) es una película de fantasía británico-alemana estrenada en 2013 que trata sobre la vida de dos amantes vampiros. Fue escrita y dirigida por Jim Jarmusch y está protagonizada por Tom Hiddleston, Tilda Swinton, Mia Wasikowska, John Hurt, Anton Yelchin y Jeffrey Wright. El filme fue nominado para la Palma de Oro en el Festival de Cine de Cannes de 2013.

## Trama
La cinta narra la historia de Eve (Tilda Swinton) y Adam (Tom Hiddleston), una pareja de eternos amantes vampiros, frágiles y sensibles, que se tienen el uno al otro como soporte y motivación en sus largas y eternas vidas. Ambos son intelectuales amantes de la música, la ciencia y la literatura, que han evolucionado a un nivel en el cual ya no matan para su sustento, pero aún conservan su salvajismo innato.

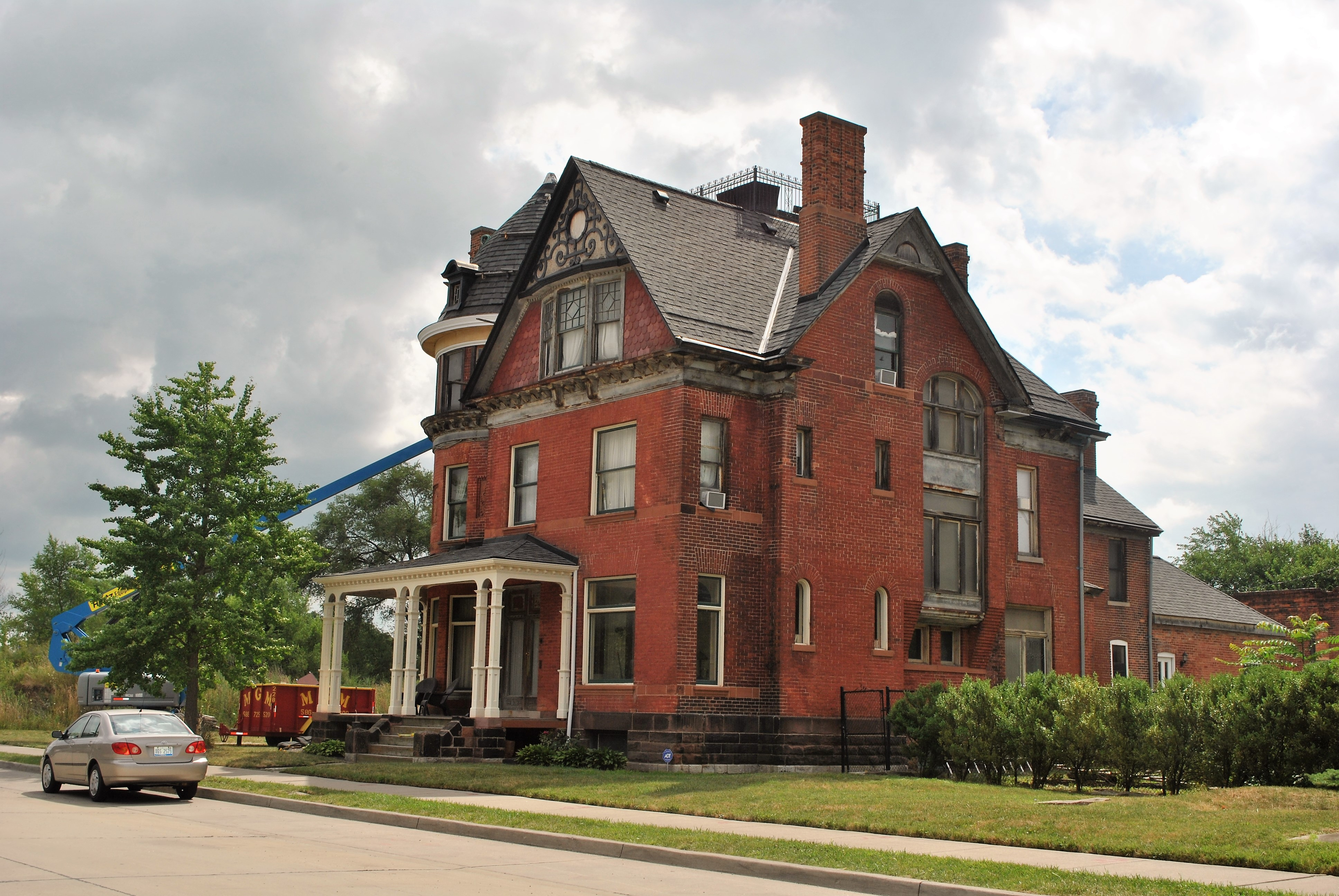
La casa de Adam, en Detroit.

Adam es un solitario músico del underground que se oculta en las ruinas de un Detroit contemporáneo. Se desespera por el declive de la civilización humana, preocupándose por su supervivencia futura. Eve, que tiene alrededor de 3000 años, a comparación de los 500 de Adam, tiene una visión más larga de la historia y es más optimista.
La sangre de los humanos, a quienes ellos llaman zombis, se ha visto contaminada como resultado de la polución ambiental y de la mala alimentación y hábitos de las personas, por lo que Adam y Eve deben asegurarse de consumir sangre de mejor calidad, conseguida en los hospitales, o perecerán. El amigo cercano de Eve, un dramaturgo isabelino y el no reconocido autor de las obras de Shakespeare, Christopher Marlowe (John Hurt), ahora es un anciano vampiro que provee a Eve con sangre del hospital. Adam obtiene su suministro del Dr. Watson (Jeffrey Wright), un hematólogo frívolo que ofrece sangre segura por un precio.
El precario equilibrio en las vidas de Adam y Eve se ve amenazado por la llegada sin invitación de Ava (Mia Wasikowska), la pequeña, traviesa e incontrolable hermana menor de Eve. A diferencia de Adam y Eve, Ava aún no ha aprendido a dominar su más salvajes instintos y su imprudencia inquieta a Adam. Sus travesuras causan ciertos problemas en la vida de estas dos tranquilas criaturas y ahora ellos los deben solucionar.

## Reparto
- Tom Hiddleston como Adam.[5]
- Tilda Swinton como Eve.
- Mia Wasikowska como Ava, hermana de Eve.
- John Hurt como Marlowe.
- Jeffrey Wright como el Dr. Watson.
- Anton Yelchin como Ian.
- Slimane Dazi como Bilal.
- Yasmine Hamdan como Yasmine.
- White Hills como ellos mismos.

## Recepción
Solo los amantes sobreviven recibió una respuesta positiva por parte de la crítica cinematográfica. La película posee un 86% de comentarios positivos en Rotten Tomatoes, basado en un total de 205 reseñas, y una puntuación de 79/100 en Metacritic.